# Amphiophiura
Amphiophiura är ett släkte av ormstjärnor. Amphiophiura ingår i familjen fransormstjärnor.

## Dottertaxa tillAmphiophiura, i alfabetisk ordning[1]
- Amphiophiura abcisa
- Amphiophiura abdita
- Amphiophiura antarctica
- Amphiophiura bakeri
- Amphiophiura bullata
- Amphiophiura canaliculata
- Amphiophiura concava
- Amphiophiura confecta
- Amphiophiura coronata
- Amphiophiura distincta
- Amphiophiura fastigiata
- Amphiophiura fisheri
- Amphiophiura gibbosa
- Amphiophiura humilis
- Amphiophiura improba
- Amphiophiura insolita
- Amphiophiura irregularis
- Amphiophiura lacazei
- Amphiophiura lapidaria
- Amphiophiura latro
- Amphiophiura laudata
- Amphiophiura lenta
- Amphiophiura liberata
- Amphiophiura megapoma
- Amphiophiura metabula
- Amphiophiura obtecta
- Amphiophiura oedignatha
- Amphiophiura oediplax
- Amphiophiura oligopora
- Amphiophiura ornata
- Amphiophiura pachyplax
- Amphiophiura pacifica
- Amphiophiura paraconcava
- Amphiophiura parconcava
- Amphiophiura paucisquama
- Amphiophiura paupera
- Amphiophiura penichra
- Amphiophiura pertusa
- Amphiophiura pomphophora
- Amphiophiura prisca
- Amphiophiura radiata
- Amphiophiura remota
- Amphiophiura rowetti
- Amphiophiura scabra
- Amphiophiura sculpta
- Amphiophiura sculptilis
- Amphiophiura scutata
- Amphiophiura solida
- Amphiophiura sordida
- Amphiophiura spatulifera
- Amphiophiura superba
- Amphiophiura taranuia
- Amphiophiura trifolium
- Amphiophiura turgida
- Amphiophiura undata
- Amphiophiura urbana
- Amphiophiura ursula
- Amphiophiura vemae